# 風と空のキリム
「風と空のキリム」（かぜとそらのきりむ）は、2004年4月28日に発売されたMY LITTLE LOVERの16枚目のシングル。発売元はトイズファクトリー。

## 解説
MY LITTLE LOVER10周年記念シングル。深呼吸の必要は、篠原哲雄監督の同名の映画「深呼吸の必要」の主題歌。JAL沖縄のキャンペーン・ソングにもなっておりダブルタイアップ曲である。MY LITTLE LOVERとしてはこの作品を最後に2006年7月に小林武史が脱退。さらにトイズファクトリーから発売の最後のシングルである（2015年にトイズファクトリーに復帰し、配信限定だがシングル曲「ターミナル」をリリースする）。

## 収録曲
1. 深呼吸の必要
（作詞・作曲・編曲:小林武史）
プロモーションビデオは映画の映像と、akkoの歌唱シーンと小林の演奏シーンが交錯しているものである。
2. 風と空のキリム 
（作詞・作曲・編曲:小林武史）
3. 反復と労働～風と空のキリム(instrumental)from Original Sound Track
（作曲・演奏:四家卯大）
4. SUMIKA(住処) 
（作詞・作曲・編曲:小林武史）

## 収録アルバム
- akko (#1)
- Best Collection (#1)